# Edvard Behmer
Johan Edvard Behmer (i riksdagen kallad Behmer i Norrtälje), född 26 november 1839 i Sankt Nikolai församling, Stockholm, död 18 september 1911 i Norrtälje församling, Stockholms län, var en svensk jurist och riksdagsman.
Behmer var borgmästare i Norrtälje stad 1887–1911. Han var ledamot av andra kammaren i Sveriges riksdag 1876–1878 för Södertälje, Norrtälje, Östhammars, Öregrunds, Sigtuna och Vaxholms valkrets, 1879 för Enköpings, Södertälje, Norrtälje, Vaxholms, Östhammars, Öregrunds och Sigtuna valkrets samt 1895–1899 för Södertälje, Norrtälje, Östhammars, Öregrunds, Sigtuna och Vaxholms valkrets. I riksdagen skrev han sju egna motioner bland annat om sjöfolkets pensioner, om förbud mot brännvinsutskänkning under sön- o helgdagar och om pension åt skalden C W A Strandbergs änka.